# Karel Bakeš
Karel Bakeš (12. ledna 1888 Jemnice – 6. ledna 1972 Dačice) byl stavební inženýr, voják z povolání, vlastivědný pracovník, spisovatel a překladatel.

## Život
Narodil se v rodině hostinského. Po ukončení základní školy studoval na české reálce v Telči, kde v té době byl ředitelem Karel Maška a působila celá řada profesorů, vlastenců (např. profesor Šašecí, Pantoflíček aj.)[zdroj?], kteří se výrazně zasloužili o národní obrození v této části Moravy. Ve studiu pokračoval na technice v Praze, kde v roce 1913 po vykonání druhé státní zkoušky získal stavovský titul inženýr v oboru stavitelství.
Jednoroční vojenskou službu vykonal v Krakově u pevnostního dělostřelectva. Tam také nastoupil po vyhlášení mobilizace v roce 1914. První světovou válku strávil na ruské frontě, a to u dělostřelectva. V průběhu válečných let byl povýšen do důstojnické hodnosti. Po skončení války nebyl demobilizován, ale s oddílem, kterému velel, byl zařazen do expedičního sboru a vyslán na Slovensko. Do Prahy se vrátil v roce 1919.
Až do poloviny roku 1930 pracoval ve stavebním odboru ministerstva obrany v Praze, kdy byl po prodělaném infarktu ze zdravotních důvodů dán do výslužby v hodnosti majora. Vrátil se i s rodinou do Jemnice. Na Větrném kopci si nechal postavit obytný dům zámeckého charakteru, tzv. Bakešovu vilu, kde žil až do své smrti.
Aktivně se zapojil do veřejného života ve městě. V září 1931 byl zvolen do obecního zastupitelstva za národní socialisty a stal se radním. V roce 1934 se s Československou stranou národně socialistickou rozešel. Vstoupil do sociální demokracie. Na její kandidátce byl zvolen do zastupitelstva na další volební období a za ni byl okresním úřadem jmenován členem obecní finanční komise. Při volbách konaných 12. června 1938 kandidoval na kandidátce volební strany „sdružení národně a pokrokově smýšlejících občanů v Jemnici“, kterou sám sestavil. Obdržených 105 hlasů voličů znamenal pro sdružení zisk dvou mandátů do obecního zastupitelstva, z nichž jeden připadl jemu. Za heydrichiády byl zatčen a uvězněn ve věznici v Jihlavě. Propuštěn byl po dvou měsících.
Za svého pobytu v Praze se stal členem Antroposofické společnosti Republiky československé a aktivně se zapojil do její činnosti. Pro potřeby členů překládal z němčiny práce filosofického a duchovního zaměření. Zejména šlo o přednášky zakladatele antroposofie Rudolfa Steinera. V překladatelské činnosti pokračoval i později, kdy činnost společnosti byla úředně ukončena. Práce jím přeložené byly dalšími přepisovány na psacím stroji a distribuovány pro potřeby antroposofických kroužků, Některé z kroužků, např. v Praze, Brně, Karlových Varech a jinde, pracovaly dál i po roce 1948. Celkem jde o desítky titulů, z nichž některé jsou dosud jen samizdatové rukopisy tiskem nevydané.
Šedesátá léta minulého století byla pro Karla Bakeše obdobím největší spisovatelské činnosti. Tehdy napsal většinu z níže uvedených titulů. Žádný z nich však nebyl vydán knižně; to bylo výsadou jen několika desítek vybraných jedinců. Pracoval i na dalších knihách, které však zůstaly nedokončeny. Jde např. o „Dějiny města Jemnice“ nebo o práci „Staré pověsti české a moravské“. Je autorem i celé řady drobnějších prací, které se vztahují k historii Jemnice, např. Slavnost Barchan. Některé práce byly v roce 1968 publikovány v tisku nebo odvysílány ve vysílání Československého rozhlasu studio Brno, jiné zveřejnila ve svých knihách Helena Lisická. V roce 2000 vydalo Město Jemnice s podporou MK ČR knihu Kamenná pana, podtitul Pověsti z Jemnicka, ve které je uvedeno ve zkrácené verzi cca 15 pohádek, pověstí a lidových vyprávění tohoto autora.
Zemřel 6. ledna 1972 v nemocnici v Dačicích na následky jednoho z dalších infarktů a je pochován na hřbitově v Jemnici – Podolí. Pískovcový náhrobek, socha ženy s holubicí představující slovanskou bohyni Živu, je sochařským dílem sochaře Jaroslava Šlezingera, rodáka z Jemnice.
Rukopisy knih, drobnějších prací a překlady se nacházejí v jeho pozůstalosti, která je uložena v archivu soukromé osoby.

## Tvorba
Význam Karla Bakeše a jeho byť i nepublikované spisovatelské činnost zejména spočívá v tom, že ve svých dílech:
1. zachytil pohádky, pověsti a lidová vyprávění z okolí Jemnice do té doby nikým nesepsané a pokusil se zpracovat dějiny města; první díl Pohádek a pověstí je psán v místním nářečí,
2. zachycuje některé vánoční, velikonoční a posvícenské tradice, zvyky a obyčeje tak, jak se v Jemnici slavily v dobách jeho mládí,
3. zachycuje život v městech Jemnici a Telči v době vrcholícího národního obrození a přibližuje v nich některé z těch bezejmenných, jejichž zásluhou je, že dnes je na všech úřadech a školách úředním a vyučovacím jazykem čeština,
4. prezentuje jiný filozofický názor na vznik a vývoj světa a člověka a vykládá dějiny Čech a Moravy jinak, než jak činili všichni ostatní před ním,
5. zpřístupňuje zájemcům práce cizích autorů, které v té době nebylo možné vypůjčit ani v universitních knihovnách.

### Práce dokončené (rukopisy)
- Podhorácké pověsti, povídky a lidová vyprávění (1958) [p. 2]
- Černé maturity [p. 3]
- Staří ochotníci mladým (1968) [p. 4]
- Plukovník Krbec – hra zachycující život na malém městě po roce 1939

### Práce nedokončené (rukopisy)
- Dějiny města Jemnice
- Staré pověsti české a moravské [p. 5]

### Překlady
- Franz Grillparzer: Štěstí a pád krále Otakara, drama
- Rudolf Steiner: Iniciační vědomí, přednáška
- Rudolf Steiner: Kristus a lidská duše, přednáška
- Rudolf Steiner: Filosofie svobody, přednášky z roku 1918 (původně jeho doktorská práce)
- Rudolf Steiner: Duchovní věda a medicína, přednášky, (1920)
- Karl Heyer: Zázrak v Chartres (Das Wunder von Chartres), (1926)

### Drobné práce
- Slavnost Barchan (1971)